# Metaleptina albibasis
Metaleptina albibasis är en fjärilsart som beskrevs av Holland 1893. Metaleptina albibasis ingår i släktet Metaleptina och familjen trågspinnare. Inga underarter finns listade i Catalogue of Life.